# Josef Kast
Josef Kast (* 10. März 1883 in Neusiedl am See; † 29. Juni 1973 ebenda) war ein österreichischer Politiker (ÖVP) und Landwirt in Neusiedl. Er war von 1945 bis 1949 Abgeordneter zum Burgenländischen Landtag.

## Leben
Kast wurde als Sohn des Landwirts Jakob Kast aus Neusiedl geboren. Er besuchte zunächst die Volksschule in Neusiedl und war danach beruflich als Landwirt tätig. Nachdem er zwischen 1904 und 1907 seinen Militärdienst in Bosnien-Herzegowina geleistet hatte, übernahm er 1913 die elterliche Landwirtschaft, wobei er 1914 erneut zum Militärdienst im Ersten Weltkrieg eingezogen wurde. Er geriet 1915 in russische Kriegsgefangenschaft, aus der er erst 1918 zurückkehrte. Nach seiner Heimkehr war er erneut als Landwirt und Weinfuhrwerker tätig.
Kast war verheiratet.

## Politik
Im politischen Bereich engagierte er sich ab 1926 als Gemeinderat in Neusiedl. Er war zudem von 1928 bis 1932 Kassier der Gemeinde Neusiedl und hatte vom 29. September 1932 bis zum 11. März 1938 das Amt des Bürgermeisters inne. Kast hatte 1930 zudem die Neusiedler Obst- und Gemüsegenossenschaft gegründet, war deren erster Obmann und fungierte zudem von 1930 bis 1933 als Obmann des Weinbauvereins. Ab dem 1. Dezember 1933 war er Ortsleiter der Vaterländischen Front, ab 1935 Bezirks- und Landesbauernrat. Zudem wurde ihm 1932 der Berufstitel Ökonomierat verliehen.
Kast war nach dem Ende des Zweiten Weltkriegs zwischen 1945 und 1950 erneut Bürgermeister von Neusiedl, wobei er am 13. April 1945 zum Bürgermeister und provisorischen Bezirkshauptmann bestellt worden war. Er vertrat die ÖVP zwischen dem 13. Dezember 1945 und dem 4. November 1949 im Burgenländischen Landtag und fungierte dort bei dessen Neukonstituierung 13. Dezember 1945 als Alterspräsident. Weiters war Kast zwischen 1945 und 1955 Bezirksobmann vom Burgenländischen Bauernbund im Bezirk Neusiedl. 